# Tour Majunga
Tour Majunga  är en skyskrapa i La Défense i Paris storstadsområde, Frankrike. Byggnaden är 194 meter och 45 våningar hög och invigdes 2014 som Paris tredje högsta skyskrapa.